# Línea U11 (Urbano de Errenteria)
La línea U11 del servicio urbano de Rentería une la calle Viteri y Morronguilleta (Centro) con Beraun y Capuchinos.

## Características
Esta línea es la única de carácter circular ya que su recorrido empieza y termina en la calle Morronguilleta, pasando por los barrios de Beraun y Capuchinos.

### Frecuencias
| Lunes a viernes laborables |        |
| De 8:00 a 21:00            | 30 min |
| De 21:00 a 21:30           | 15 min |
| De 21:30 a 22:10           | 20 min |
| Sábados laborables         |        |
| De 8:30 a 14:30            | 20 min |
| De 16:10 a 22:10           | 20 min |
| Domingos y festivos        |        |
| De 10:50 a 14:10           | 20 min |
| De 17:10 a 22:10           | 20 min |

## Recorrido y paradas
| Código | Parada                         | Común con:     | Conexión Lurraldebus                                           | Conexión Euskotren | Conexión Renfe Cercanías |
| ------ | ------------------------------ | -------------- | -------------------------------------------------------------- | ------------------ | ------------------------ |
|        | Morronguilleta                 | U22 - U44      | -                                                              | -                  | -                        |
|        | Avda. Galtzaraborda 30         | U22 - U44 - U6 | -                                                              | L2                 | -                        |
|        | Plaza Urbía                    | U22 - U6       | E5 - E55 - E75                                                 | -                  | -                        |
|        | Instituto Koldo Mitxelena      | U22 - U44      | E5 - E55 - E75                                                 | -                  | -                        |
|        | Avda. Galtzaraborda 49         | U22 - U44      | E5 - E55 - E75                                                 | -                  | -                        |
|        | Rotonda Extremadura (Eroski)   | U22            | -                                                              | -                  | -                        |
|        | Avda. Galtzaraborda (Piscinas) | U22            | E5 - E55 - E75                                                 | -                  | -                        |
|        | Ambulatorio de Beraun          | U22            |                                                                | -                  | -                        |
|        | Telefónica                     | U22            | E5 - E55 - E75                                                 | -                  | -                        |
|        | Alaberga 72                    | U22            |                                                                | -                  | -                        |
|        | Colegio Cristóbal Gamón        | U22            | E5 - E55 - E75                                                 | -                  | -                        |
|        | Sorgintxulo                    | U22            | E5 - E55 - E75                                                 | -                  | -                        |
|        | Viteri 45                      | -              | E1 - E2 - E3 - E4 - E6 - E20 - E26 E71 - E72 - E77 - E51 - E52 | -                  | -                        |

Enlaces externos
- Página oficial Herribus

- Datos: Q28664053